# Hycleus kersteni
Hycleus kersteni is een keversoort uit de familie van oliekevers (Meloidae). De wetenschappelijke naam van de soort is voor het eerst geldig gepubliceerd in 1871 door Gerstaeker.